# Zizhou
Zizhou är ett härad som lyder under Yulins stad på prefekturnivå i Shaanxi-provinsen i norra Kina.